# Down Below
Down Below est un groupe allemand de rock alternatif, originaire de Dessau-Roßlau, actif entre 2003 et 2016.

## Histoire
Le groupe réunit plusieurs styles tels que le rock alternatif, le dark rock et le heavy metal. Il est issu du groupe de dark metal Cryptic Carnage de Roßlau et du groupe de rock alternatif Turn. Le nom du groupe sert à flirter avec un sentiment sombre qui vient des profondeurs.
Le premier album, Silent Wings : Eternity, a une influence égypto-mythologique au niveau des paroles et est perçu musicalement « à genoux dans les clichés bien connus » du gothique et du metal. Au cours des dernières années, de nombreux concerts, notamment à Rock am Ring en 2007, et un contrat d'enregistrement avec la major Universal permettent au groupe d'acquérir une notoriété accrue en Espagne et en Allemagne. Avec la sortie du single From the Highest Point en juin 2007, une nouvelle étape vers le succès est franchie, et le statut de nouveau venu est abandonné.
Le 14 février 2008, Down Below représente le Land de Saxe-Anhalt au Bundesvision Song Contest 2008 de Stefan Raab avec le titre Sand in meiner Hand, sa première chanson en allemand, et se classe troisième derrière le Brandebourg et la Thuringe avec 96 points. Ce single lui permet également d'entrer pour la première fois dans les charts allemands (42e place).
Fin 2008, le groupe quitte Universal et signe avec Premium Records. En juin 2009, l'album Wildes Herz sort,,, manquant de peu le classement des albums. En 2010 et 2011, Down Below fait la première partie de Unheilig en tournée. En février 2012, ils sortent leur quatrième album Zeichen, qui fait son entrée dans les charts des albums. En 2013, ils sortent l'EP Unvergessene Zeit — un duo avec Natalia Avelon — et le 20 septembre leur cinquième album studio Zur Sonne - Zur Freiheit.
Le 31 juillet 2016, le groupe annonce sa séparation à la fin de l'année. La famille Down Below fait ses adieux à 700 fans le 17 décembre 2016 au Golfpark de Dessau lors de leur traditionnel Adventsglühen.

## Discographie
- 2004 : Silent Wings: Eternity (Rabazco Records)
- 2007 : Sinfony²³ (Vertigo Records)
- 2009 : Wildes Herz (Premium Records)
- 2012 : Zeichen (Premium Records) (81e place des charts allemands[3])
- 2013 : Zur Sonne – Zur Freiheit (Oblivion) (97e place des charts allemands[3])
- 2015 : Mutter Sturm (Oblivion)